# Paddy Kenny
Patrick Joseph „Paddy“ Kenny (* 17. Mai 1978 in Halifax, England) ist ein ehemaliger irischer Fußballspieler. 

## Karriere

### Klubfußball
Paddy Kennys Jugendklub war Bradford Park Avenue. Er wurde dort 1998 in die erste Mannschaft aufgenommen, wechselte dann aber zum FC Bury. Dort stand er von 1999 bis 2002 unter Vertrag. Anfang der Saison 2002/03 wechselte der Torhüter zu Sheffield United. Sein größter Erfolg war der Aufstieg in die Premier League 2006/07. Als Drittletzter war der Aufenthalt im englischen Oberhaus jedoch nur von kurzer Dauer, gemeinsam mit Charlton Athletic und dem FC Watford erfolgte die Rückkehr in die zweite Liga. Im September 2009 sperrte der englische Fußballverband Kenny, nachdem ihm im Aufstiegsspiel zur Championship das Dopingmittel Ephedrin nachgewiesen werden konnte. Während der Saison 2010/11 stand er bei den Queens Park Rangers unter Vertrag. Im Juli 2012 unterzeichnete er seinen aktuellen Vertrag bei Leeds United.
Bei seinem neuen Verein konnte sich Paddy Kenny schnell als Stammtorhüter etablieren und kam in 44 Ligaspielen zum Einsatz. Bereits drei Spieltage vor Saisonende feierte QPR in der Football League Championship 2010/11 den Aufstieg in die Premier League. Kenny wurde aufgrund seiner starken Leistungen ins PFA Team of the Year der Football League Championship gewählt.

### International
Kenny spielte zwischen 2004 und 2006 siebenmal im irischen Fußballnationalteam.